# Balanocidaris
Balanocidaris is een geslacht van uitgestorven zee-egels uit de familie Psychocidaridae.

## Soorten
- Balanocidaris besairiei Lambert, 1933 †
- Balanocidaris darderi Lambert, 1935 †
- Balanocidaris japonica Nisiyama, 1966 †
- Balanocidaris migliorinii Venzo, 1934 †
- Balanocidaris subdorsata Venzo, 1934 †
- Balanocidaris tingitana Lambert, 1933 †